# Coronita
Coronita ist ein Census-designated place im Riverside County im US-Bundesstaat Kalifornien. Das U.S. Census Bureau hat bei der Volkszählung 2020 eine Einwohnerzahl von 2.639 ermittelt.

## Geografie
Coronita liegt im Nordwesten des Riverside Countys in Kalifornien, westlich von Corona. Die California State Route 91 führt durch die Gemeinde. Nordwestlich von Coronita befindet sich der Flusslauf des Santa Ana River.
Mit 2608 Einwohnern (Stand der Volkszählung 2010) und einer Fläche von ungefähr 1,8 km², die sich vollständig aus Land zusammensetzt, beträgt die Bevölkerungsdichte 1449,7 Einwohner pro Quadratkilometer. Das Ortszentrum liegt auf einer Höhe von 192 Metern.

## Politik
Coronita ist Teil des 31. Distrikts im Senat von Kalifornien, der momentan vom Demokraten Richard Roth vertreten wird. In der California State Assembly ist der Ort dem 60. Distrikt zugeordnet und wird somit vom Republikaner Eric Linder vertreten. Auf Bundesebene gehört Coronita Kaliforniens 42. Kongresswahlbezirk an, der einen Cook Partisan Voting Index von R+10 hat und vom Republikaner Ken Calvert vertreten wird.